# Битва при Кастийоне
Битва при Кастийоне — последнее сражение между английскими и французскими войсками в ходе Столетней войны, состоявшееся 17 июля 1453 года около местечка Кастийон-ла-Батай в Гаскони и завершившееся полным разгромом англичан. Наряду с этим битва являлась одним из первых в европейской истории сражений, в котором решающую роль сыграла артиллерия.

## Предыстория

План битвы

После освобождения французами Бордо в 1451 году Столетняя война пошла на спад. Однако жители Бордо и в целом Гиени после почти трёхсотлетнего владычества англичан считали себя английскими подданными. Они отправили в Лондон делегацию к королю Генриху VI с просьбами освободить их от французов. К этим действиям гасконцев также подтолкнуло то обстоятельство, что отвоевание французами Гаскони, имевшей давние экономические связи с Англией, больно ударило по торговле гасконских купцов. Уступив требованиям делегации, английский король отправил во Францию трёхтысячный отряд воинов под руководством известного военачальника Джона Толбота. При приближении англичан к Бордо горожане выбили французский гарнизон из города и открыли ворота английским войскам. В течение следующей зимы французский король Карл VII собирал войска для предстоящей кампании против англичан. С наступлением весны король во главе армии выступил к Бордо.

## Сражение

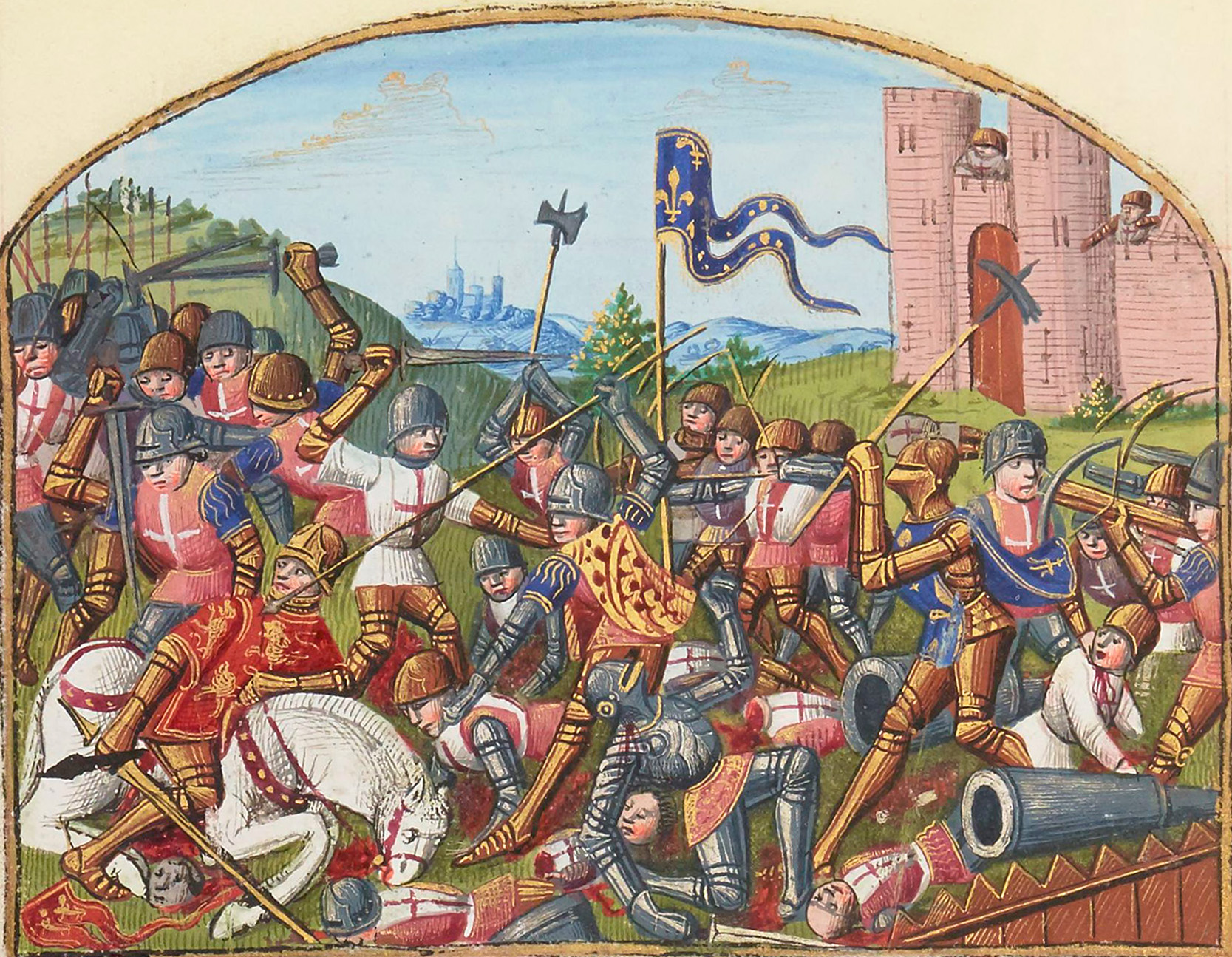
Гибель Толбота в битве при Кастийоне. Миниатюра из «Вигилий на смерть короля Карла VII». Около 1483 года

### Перед боем
Толбот тем временем получил трёхтысячное подкрепление, однако его сил было недостаточно для отражения многотысячных французских войск, наступавших тремя отрядами на Гасконь. Когда передовая французская армия осадила Кастийон, Толбот был вынужден изменить свои планы и выступить на помощь осаждённым. Французский командующий Жан Бюро приказал своим войскам (7 000—10 000 чел.) укрепить лагерь, окружив его рвом и частоколом. Французы располагали огнестрельными орудиями различных калибров числом в 300 единиц, которые позднее активно использовали в защите укреплённого лагеря. После захвата аббатства Сен-Флоран 17 июля 1453 года передовой отряд англичан (1300 чел.) во главе с Толботом достиг французского лагеря, разбив по пути в лесу крупный отряд французских стрелков-ополченцев.
Через несколько часов после первого столкновения Толбот был извещён, что французская армия начала отступление. Однако горожанин, известивший Толбота об отступлении французов, неверно понял значение совершавшихся во французском лагере манёвров: французы вовсе не планировали отступления, а лагерь покидали только гражданские лица, которым было приказано покинуть его ввиду приближения битвы, и лошади жандармерии, бесполезные внутри укреплённого лагеря.

### Атака англичан на укреплённый французский лагерь
Поспешно перегруппировав свои силы, Толбот во главе своих войск двинулся на французский лагерь. К его удивлению, укрепления защищали тысячи лучников и арбалетчиков при поддержке многочисленной артиллерии. Тем не менее, Толбот решился на штурм лагеря, который оказался самоубийственным. Сам Толбот не принял непосредственного участия в сражении: в прошлом он, находясь во французском плену, при освобождении дал обязательство не сражаться против французов.
Англичане, атаковав лагерь и преодолев ров, были встречены градом стрел и жестоким артиллерийским огнём противника. Вскоре английские войска пополнились воинами подтянувшегося к полю боя подкрепления, однако этих сил было недостаточно для овладения лагерем.

### Контратака французов
Через час после начала битвы прибывший к месту сражения отряд бретонской кавалерии (тяжёлые жандармы) атаковал правый фланг англичан. Англичане обратились в бегство. Во время бегства под Толботом была убита лошадь, и командующий, придавленный весом мёртвого животного, пролежал на поле боя до тех пор, пока один из французских ополченцев по имени Мишель Перунен не опознал его и не зарубил топором. Уцелевшие англичане укрылись в Кастийоне и уже 19 июля сдались.
Французы одержали полную победу, а через три месяца взяли Бордо. Это событие ознаменовало собой окончание Столетней войны.